# Mesa de cartas

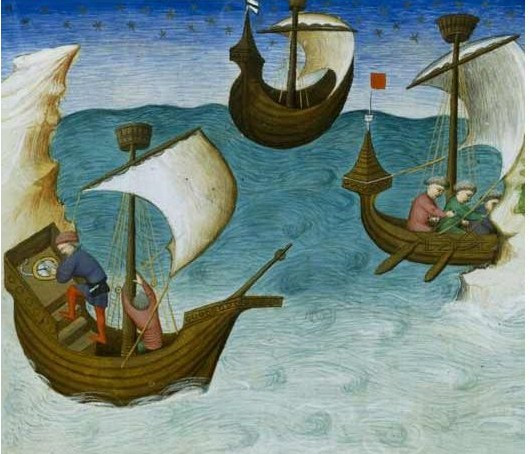
Figura 1. Manuscrito de 1404 de la obra de John Mandeville mostrando el uso de la brújula en un barco sobre una mesa de cartas.

Relacionada con la navegación marítima, la mesa de cartas o mesa de derrota es un mueble (a menudo fijado en el barco) destinado a las tareas relacionadas con las cartas de navegación: consultas, trazar rumbos previstos, navegar por estima, escribir el diario de a bordo o el derrotero del viaje. Físicamente es una mesa, más menos convencional, formada por una superficie -plana y rectangular- y un soporte. La superficie puede ser horizontal o formar un pequeño ángulo (como algunos pupitres o mesas de dibujo).

## ¿Instrumento de navegación?
La consulta de las cartas de navegación (desde las cartas portulanas hasta las cartas náuticas actuales) hace casi imprescindible una mesa de derrota. En este sentido de mueble necesario, la mesa de cartas es un instrumento más. Tan importante como otros.      

## Las mesas de cartas primitivas
La consulta de documentos de Ramon Llull sobre la navegación permite comprobar los instrumentos que mencionaba directamente: carta de navegar, compás de encajes, brújula y estrella Polar. Implícitamente, el trabajo de la carta y las sestas implicaba una mesa plana y lisa situada en un lugar adecuado de la nave.

### Otras mesas
Las referencias directas a las mesas de cartas medievales son (prácticamente) inexistentes. En cambio, hay otras mesas contemporáneas bien documentadas:
- las mesas de cambio y la mesa física asociada
- las mesas de acordar
- la mesa del capitán de la nave, galera o similar; una misma mesa podía emplearse para comer,[1] para escribir o como mesa de cartas.